# 1892 au Canada
Pour un article plus général, voir Chronologie du Canada.
Cet article traite des événements qui se sont produits durant l'année 1892 au Canada.

## Événements

### Politique
- 18 mars : élection générale québécoise de 1892.

- 2 juillet : Theodore Davie devient premier ministre de la Colombie-Britannique.

- 5 décembre : John Joseph Caldwell Abbott cède son poste de Premier ministre du Canada au conservateur John Sparrow David Thompson.

- 16 décembre : Louis-Olivier Taillon (conservateur) devient Premier ministre du Québec après la démission de Charles-Eugène Boucher de Boucherville.

- Fort Edmonton devient la ville d'Edmonton

### Justice
- Adoption du premier Code criminel du Canada[1]. Il a subi une révision générale en 1906 et en 1955[1].
- Création du poste de solliciteur général du Canada.
- Samuel Henry Strong est nommé juge en chef de la cour suprême.
- John Robert Radclive (en) devient le premier bourreau professionnel du Canada.

### Sport

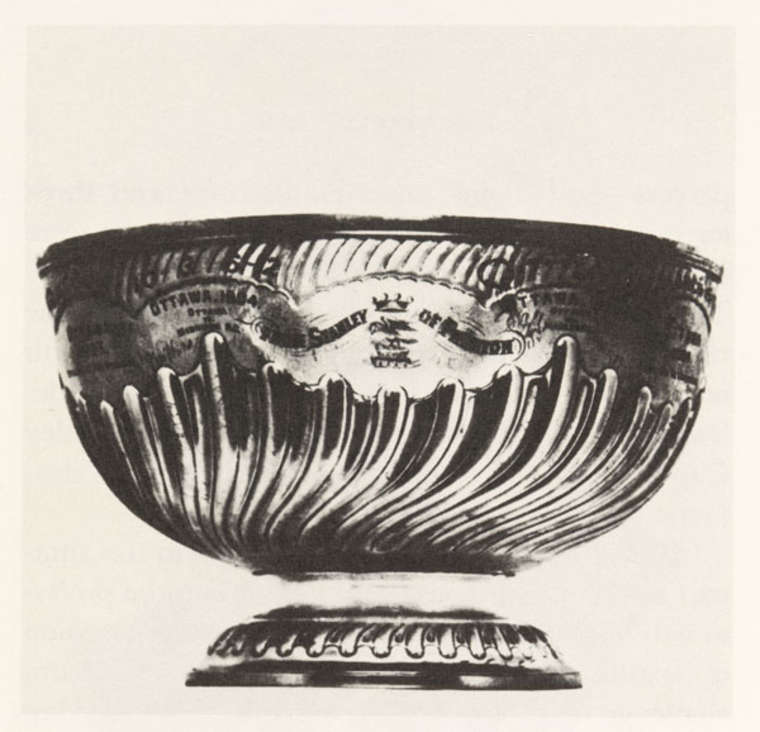
Le premier « bol » de la coupe Stanley

- La coupe Stanley est offerte par le gouverneur Frederick Stanley pour récompenser le meilleur club de hockey sur glace.
- Première édition de la compétition de tennis féminin Tournoi de tennis du Canada.

### Économie
- Début de la construction à Québec du château Frontenac.
- Tramways électriques à Montréal.
- Prince-Albert, Edmonton, Esteban et Macleod sont reliés au transcontinental.
- Fondation du journal Toronto Star.
- Fondation de la compagnie d'assurance Industrielle Alliance.

### Science
- Thomas Ahearn invente différents calorifères et appareils de chauffage électriques.
- Thomas Willson met au point un procédé qui utilise le carbure de calcium pour la production d'acétylène.

### Culture
- Conte Originaux et détraqués de Louis-Honoré Fréchette.

### Religion
- 5 avril : érection du Diocèse de Valleyfield au Québec. Joseph-Médard Emard en est son premier évêque.
- 10 novembre : établissement de l'Abbaye Notre-Dame de Mistassini au Québec.

## Naissances
- 4 mars : J.-Eugène Bissonnette, homme politique fédérale provenant du Québec.
- 8 avril : Mary Pickford, actrice au cinéma.
- 3 mai : Jacob Viner, économiste.
- 2 août : Jack Warner, producteur.
- 18 août : Harold Foster, dessinateur de bande dessinée.
- 21 septembre : Donald Elmer Black, homme politique fédéral provenant du Québec.
- 24 septembre : Adélard Godbout, premier ministre du Québec.
- 25 octobre : Nell Shipman, actrice et monteuse.

## Décès
- 7 mars : Andrew Rainsford Wetmore, premier des premiers ministre du Nouveau-Brunswick.
- 6 avril : John Ostell, architecte et homme d'affaires.
- 17 avril : Alexander Mackenzie, premier ministre du Canada.
- 24 mai : Alexander Campbell, ancien lieutenant-gouverneur de l'Ontario.
- 9 juin : William Grant Stairs, explorateur du continent africain.
- 29 juin : John Robson, premier ministre de la Colombie-Britannique alors qu'il était en fonction.
- 15 juillet : William Donahue, homme politique fédéral provenant du Québec.
- 12 septembre : Marc-Amable Girard, premier ministre du Manitoba.
- 14 décembre : Adams George Archibald, père de la Confédération et lieutenant-gouverneur du Manitoba.
- Léon Abel Provancher, religieux et botaniste.